# Kołacz (pieczywo)

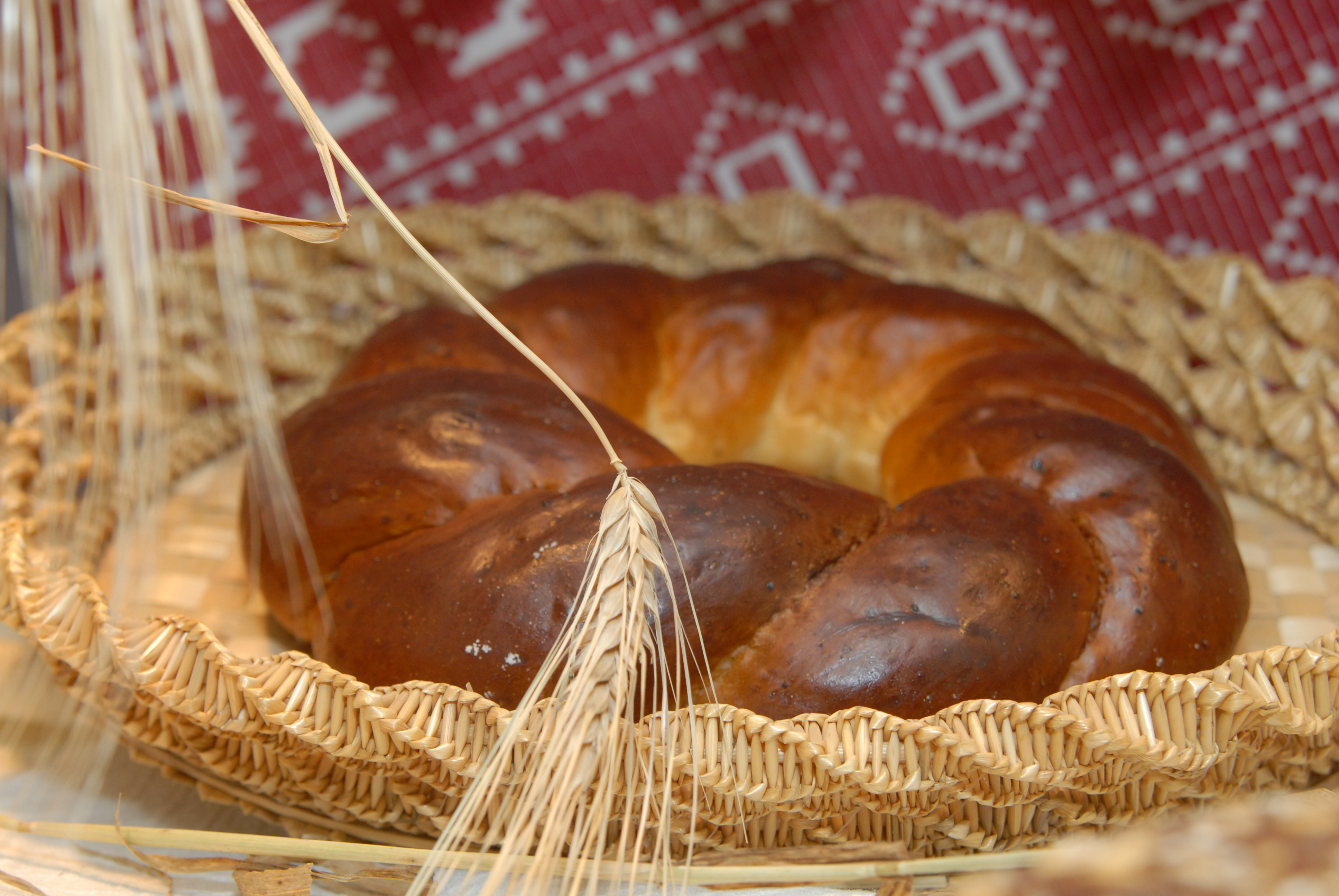
Kołacz w kształcie wieńca

Kołacz (psł. kolačь) – słowiańskie pieczywo obrzędowe o kolistym kształcie, drożdżowy placek, wieniec lub bochenek uformowany z przeplatanych ze sobą wałków lub zdobiony licznymi mniejszymi kółkami. Kołacze wyrabiano z mąki pszennej lub żytniej. Podawano je często na weselach – zwyczaj ten zachował się w niektórych regionach Polski do dzisiaj.
Odmianą kołacza był korowaj. Nazwa kołacz pochodzi od kolistego kształtu pieczywa.